# Archaeocydippida hunsrueckiana
 Archaeocydippida hunsrueckiana  ist eine nur fossil erhaltene Art der Rippenquallen (Ctenophora). Sie wurde 1987 erstmals durch George D. Stanley Jr. und Wilhelm Stürmer nach Röntgenaufnahmen beschrieben. Ihre Deutung des Fossils wurde durch den Paläontologen M. Otto angegriffen, der sogar so weit ging, Archaeocydippida hunsrueckiana als nicht-lebendes Objekt zu bezeichnen. Die Paläontologen Simon Conway Morris und Desmond H. Collins bestätigten hingegen die Interpretation als Rippenqualle.
Der Gattungsname leitet sich aus den Bestandteilen archeo für „alt“ und cydippida für die Ordnung Cydippida ab, das Artepithet bezieht sich auf den Fundort im Hunsrück, einem deutschen Mittelgebirge.

## Fundort
Das Fossil wurde bei stereoradiographischen Untersuchungen mit Röntgenstrahlen in Schiefer aus der Kaisergrube bei Bundenbach im Hunsrück entdeckt. Es entstand durch die Ersetzung organischer Schwefelverbindungen durch das Mineral Pyrit. Obwohl es in schlechterem Erhaltungszustand ist als die aus derselben Fundstätte stammende Art Paleoctenophora brasseli lassen sich einige Details wie die Kammplättchen der Kammrippen wesentlich besser erkennen. Das einzige bekannte Exemplar der Art befindet sich heute in der Sammlung des Bayerischen Staatsmuseums.

## Merkmale
Das etwa 23 Millimeter große Exemplar lässt paarige Tentakelscheiden erkennen, an denen Tentakel entspringen, die den Körper an der mundabgewandten Seite verlassen. Dies ist ein wesentlicher Unterschied zu Paleoctenophora brasseli, bei der die Tentakel vom Mundende ausgehen. Der Mund selbst ist durch eine leichte Einbuchtung identifizierbar.
Das charakteristische Merkmal der Rippenquallen, die Kammrippen, ist klar erkennbar und ermöglicht eine sichere Identifizierung und Analyse der einzelnen Kammplättchen, aus denen sie zusammengesetzt sind. Die Zahl der Rippen liegt nach Angaben der Entdecker wie bei den modernen Arten bei acht.
An der Mundseite einer Kammreihe lassen sich in Reihen angeordnete, manchmal auch verklumpte kugelförmige Strukturen ausmachen, die aufgrund ihrer ähnlichen Form und Lage vorsichtig als Keimdrüsen (Gonaden) interpretiert werden können.

## Stammesgeschichte
Archaeocydippida hunsrueckiana stammt ebenso wie die zuvor von derselben Fundstätte beschriebene Art Paleoctenophora brasseli aus der erdgeschichtlichen Periode des Devon vor etwa 400 Millionen Jahren. Anders als einige frühere Funde aus dem Kambrium ähnelt sie in ihren Merkmalen wie Körperform und Tentakelanordnung bereits sehr deutlich den heutigen Rippenquallen und wird bereits einer modernen Ordnung, den Cydippida innerhalb der Klasse Tentaculata zugeordnet. Die Entdecker gehen sogar vorsichtig davon aus, dass eine Einordnung in die Familien Pleurobrachidae oder Mertensiidae möglich ist.
Vermutlich sind die Cydippida allerdings ein polyphyletisches Taxon, das heißt, es handelt sich nicht um eine natürliche Verwandtschaftsgruppe, die alle Nachkommen ihres letzten gemeinsamen Vorfahren umfasst. Sollte sich dies bewahrheiten, wäre die Zuteilung zu den Cydippida ohne Aussage. Insbesondere wäre sie damit verträglich, dass Archaeocydippida hunsrueckiana ein Stammlinienvertreter aller Rippenquallen war.